# Alí Arráez Rabazin
Alí Arráez Rabazin, nacido Francesco Guicciardo (fl. 1624), fue un corsario berberisco del siglo XVII. Renegado nacido en Ferrara, tuvo como base el Túnez otomano y se convirtió en uno de sus mayores corsarios hasta ser capturado en la batalla del golfo de Túnez.

## Biografía
Hijo del herrero Fabricio Guicciardo, Francesco trabajó como barquero en el Po hasta ser capturado por berberiscos, que le hicieron esclavo. Bajo su influencia, se convirtió al islam y adoptó el nombre de Alí Arráez Rabazin, uniéndose así al corso esclavista otomano. Fue capturado por una flota española al mando de Álvaro de Bazán y Benavides, que le mantuvo esclavo como mozo de popa en su galera personal hasta que Alí encontró la oportunidad de escapar. Se puso al servicio de Yusuf Bey de Túnez, enrolándose en un bergantín corsario berberisco, y con el conocimiento que había ganado de la navegación y las costas de España, Cerdeña y Sicilia, prosperó a base de saquear, llegando a convertirse en uno de los mayores corsarios de Túnez.
Por 1624, su poderío era tal que, según el cronista y soldado Diego Duque de Estrada, "metía treinta bajeles en mar, y ciento si se quería valer de sus aliados". Era compañero y rival del renegado inglés Sampson Denball, llamado Ali Reis. En junio del mismo año, Rabazin y Sampson navegaban por el golfo de Túnez con tres galeones occidentales capturados cuando se toparon con una flota de galeras mandada por el mismo Bazán y Benavides. A pesar del porte y poderío de sus galeones, la superior artillería y estrategia de los españoles prevaleció, y sus barcos fueron dañados y abordados. El mismo duque de Estrada fue uno de los primeros en abordar y se batió en duelo con Rabazin, hiriéndole en el rostro con su espada hasta que el corsario fue reducido con ayuda de los caballeros de Malta.
Se le incautó el equivalente de 300.000 piezas de a ocho producto de sus saqueos a las distintas naciones cristianas, además de tres esclavas rusas que tenía por harén. Rabazin se defendió alegando que antes de la batalla iba a retirarse del corso y hacerse bajá. Fue llevado a las mazmorras de la inquisición de Palermo, donde pasó varios años hasta ser condenado a galeras en 1632, conmutada su pena mayor a cambio de que el gran almirante tunecino Usta Murad respetase la vida de seis carmelitas calzados retenidos en Túnez.